# Lauri Markkanen
Lauri Elias Markkanen (Vantaa, 22 de maig de 1997) és un jugador bàsquet finlandès que juga als Utah Jazz de la NBA. Amb 2,13 metres d'alçada, juga a la posició de pivot tot i que també pot fer-ho com aler pivot. És fill dels també jugadors de bàsquet Pekka Markkanen i Riikka Ellonen.
Va ser seleccionat en el lloc número 7 del Draft de la NBA de 2017 pels Minnesota Timberwolves, i més tard traspassat als Chicago Bulls.